# Gruppo Sportivo Pirelli
Il Gruppo Sportivo Pirelli, o Dopolavoro Aziende Pirelli e anche Circolo Sportivo Pirelli, è stata una polisportiva italiana con sede a Milano, formata come dopolavoro polisportivo dei dipendenti della Pirelli. 
La sezione di calcio, tra il 1939 e il 1948, ha disputato sette campionati di Serie C.
La sezione di pallacanestro, tra il 1938 e il 1942, ha disputato 4 campionati di Serie A.

## Sezioni
- Alpinismo
- Atletica leggera
- Baseball
- Calcio
- Ginnastica
- Ginnastica artistica
- Hockey su pista
- Hockey su ghiaccio
- Judo
- Lotta
- Nuoto

- Pallacanestro
- Pattinaggio artistico
- Pattinaggio su strada e pista
- Pattinaggio su ghiaccio
- Pesca subacquea
- Pugilato
- Rugby
- Scacchi e dama
- Sci
- Tennis
- Tiro a volo

## Palmarès

### Piazzamenti
Terzo posto: 1938-1939 (Lombardia)
- Serie C:

Secondo posto: 1946-1947 (girone E)
Terzo posto: 1945-1946 (girone F)

## Basket
Giocò in A a girone unico per quattro anni dal 1938, dopo regolare promozione dalla B, al 1942 allorquando, stremata dai bombardamenti americani sulla fabbrica, retrocesse e sospese le attività, che tentarono di riprendere nel 1946 nel girone lombardo di qualificazione al torneo nazionale, ma il risultato non fu raggiunto scendendo così in B, e poi subito in C fino a sparire per sempre.